# کیم مون سو
کیم مون سو (کره‌ای: 김문수؛ زادهٔ ۲۷ اوت ۱۹۵۱) سیاستمدار اهل کره جنوبی است که از سال ۲۰۲۴ تا ۲۰۲۵ به عنوان وزیر اشتغال و کار خدمت می‌کرد. پیش از این، او از سال ۲۰۰۶ تا ۲۰۱۴ فرماندار استان گیونگ‌گی بود. کیم که در گذشته فعال کارگری بود، وارد سیاست شد و در سال ۱۹۹۰ در تأسیس حزب مردم شرکت کرد. او به عنوان نامزد حزب کره جدید در پانزدهمین انتخابات مجلس ملی برای ناحیه سوسا، بوچون انتخاب شد. سپس در دوره‌های شانزدهم و هفدهم مجلس هم به نمایندگی ادامه داد و در نهایت در سال ۲۰۰۶ به عنوان چهارمین فرماندار منتخب استان گیونگ‌گی از طریق انتخابات عمومی برگزیده شد.